# Friedrich Renner (Politiker, 1910)
Friedrich Renner (* 10. Juni 1910 in Amberg; † 23. April 1985 ebenda) war ein deutscher Ingenieur und Politiker. Von 1956 bis 1973 gehörte er dem Bayerischen Senat an.

## Leben
Renner machte nach dem Besuch der Volks- und Berufsschule die Lehre zum Maschinenbauer und stieg danach bei der Deutschen Präzisionswerkzeuge AG in Amberg als Messwerkzeugmechaniker ein. Nach dem Besuch der staatlichen Heimvolkshochschule in Gera-Tinz war er gewerkschaftlich und als Facharbeiter tätig. 1934 musste er sich einem Prozess wegen Vorbereitung zum Hochverrat unterziehen, er musste für zwei Jahre ins Gefängnis und wurde danach im KZ Dachau interniert. Nach seiner Entlassung studierte er Ingenieurswesen in Bad Frankenhausen und arbeitete anschließend als technischer Angestellter sowie als Betriebs- und Verkaufsleiter. 1949 wurde er geschäftsführendes Mitglied des Vorstands der Konsumgenossenschaft Amberg, sechs Jahre später wurde er in den Genossenschaftsrat des Zentralverbands Deutscher Konsumgenossenschaften in Hamburg gewählt. 1956 wurde er Vorsitzender des Verbands Bayerischer Konsumgenossenschaften in München.
Renner war auch politisch aktiv: 1924 trat er der sozialistischen Arbeiterjugend bei, vier Jahre später der SPD. Er gehörte dem Rat seiner Heimatstadt Amberg und von 1956 bis 1973 dem Bayerischen Senat an. Den Bayerischen Verdienstorden erhielt er am 13. Januar 1964.